# Blacus nivalis
Blacus nivalis är en stekelart som beskrevs av Van Achterberg 1988. Blacus nivalis ingår i släktet Blacus och familjen bracksteklar. Inga underarter finns listade.